# Curt Sachs

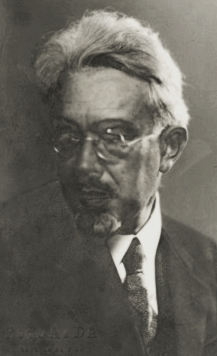
Curt Sachs 1935

Curt Sachs (ur. 29 czerwca 1881 w Berlinie, zm. 5 lutego 1959 w Nowym Jorku), niemiecki muzykolog, badacz muzyki antycznej i orientalnej, twórca nowoczesnej instrumentologii, jeden z najwybitniejszych przedstawicieli muzykologii porównawczej.
Studiował historię sztuki oraz historię muzyki na Uniwersytecie Berlińskim. W 1904 roku otrzymał doktorat za dysertację na temat rzeźby Verrocchia we włoskim renesansie, a następnie rozpoczął pracę w Kunstgewerbemuseum w Berlinie.
W 1914 r. opublikował opracowaną wspólnie z Erichem von Hornbostelem i stosowaną oraz rozwijaną do dziś naukową klasyfikację instrumentów muzycznych (patrz klasyfikacja Hornbostela-Sachsa).
W 1919 roku objął stanowisko kierownika Muzeum Instrumentów Muzycznych w Berlinie. Jednocześnie był docentem na Uniwersytecie Berlińskim, a od 1928 roku profesorem.
W 1933 roku, ze względu na żydowskie pochodzenie, pozbawiony został wszystkich stanowisk akademickich i wyemigrował do Paryża. W 1937 roku osiedlił się w Nowym Jorku, gdzie piastował stanowisko profesora muzykologii na New York University.

## Poglądy na temat ewolucji muzyki
Ewolucję muzyki Sachs pojmował jako rezultat ścierania się dwóch podstawowych stylów śpiewania: logogenicznego i patogenicznego. Z ich połączenia powstał trzeci, najwyższy styl, nazwany przez Sachsa melogenicznym. Rozwój muzyki to według Sachsa dążenie do osiągnięcia coraz większej doskonałości tego stylu. Proces ten ma charakter ewolucyjny.

## Ważniejsze prace
- Real-Lexikon der Musikinstrumente (Berlin, 1913)
- Die Musikinstrumente Indiens und Indonesiens (Berlin, 1915)
- Handbuch der Musikinstrumentenkunde (Lipsk, 1920)
- Geist und Werden der Musikinstrumente (Berlin, 1929)
- Eine Weltgeschichte des Tanzes (Berlin, 1933)
- The History of Musical Instruments (Nowy Jork, 1940)
- The Rise of Music in the Ancient World, East and West (Nowy Jork, 1943)
- Our Musical Heritage. A Short History of Music (Nowy Jork, 1948)
- Rhythm and Tempo (Nowy Jork, 1953)